# Dennis McEldowney
Pour les articles homonymes, voir McEldowney.
Richard Dennis McEldowney, né le 29 janvier 1926 à Wanganui et mort le 23 septembre 2003 à Auckland, est un écrivain et éditeur néo-zélandais.
Son œuvre la plus connue est The World Regained. De nature autobiographique, elle décrit la façon dont il a fait face à son invalidité due à une tétralogie de Fallot. Ce livre a valu à McEldowney le prix commémoratif Hubert Church en 1958.

## Biographie
McEldowney est né le 29 janvier 1926 à Wanganui et a grandi à Christchurch. Il est né avec une malformation cardiaque congénitale, la tétralogie de Fallot. En raison de cette maladie cardiaque, il est invalide jusqu'à l'âge de 24 ans. En 1950, il est opéré à l'hôpital Green Lane d'Auckland.
En raison de son état de santé, McEldowney suit des études par correspondance. Il accepte un emploi de bureau à l'École d'éducation physique de l'Université d'Otago à Dunedin. En 1966, il devient le premier rédacteur en chef de l' Auckland University Press et y reste jusqu'à sa retraite en 1986. Toujours en 1986, il reçoit un doctorat honorifique en littérature de l'Université d'Auckland.
Il meurt à Auckland en 2003. Il est reconnu par une plaque sur la promenade des écrivains de Dunedin.

## Œuvres
- 1957 : The World Regained
- 1966 : Donald Anderson: a Memoir
- 1973 : Arguing With My Grandmother
- 1976 : Frank Sargeson in His Time
- 1983 : Full of the Warm South
- 1992 : Shaking the Bee Tree
- 1995 : Then and There: a 1970s diary
- 2002 : A Press Achieved